# Mussaenda decipiens
Mussaenda decipiens là một loài thực vật có hoa trong họ Thiến thảo. Loài này được H.Li mô tả khoa học đầu tiên năm 1980.